# دهستان دورالی
دهستان دورالی (به لاتین: Deorali Gewog) یک دهستان در کشور بوتان است که در ناحیهٔ داگانا واقع شده‌است.